# Каприви, Лео фон
Граф (1891) Георг Лео фон Капри́ви де Капрера де Монтекукколи (нем. Georg Leo Graf von Caprivi de Caprera de Montecuccoli; 24 февраля 1831, Шарлоттенбург, близ Берлина — 6 февраля 1899 в Скирени, Бранденбург) — немецкий военный и политический деятель, генерал от инфантерии германской армии, преемник Отто фон Бисмарка на должности канцлера Германской империи (второго рейха) (с 20 марта 1890 года по 28 октября 1894 год).

## Биография
В 1849 году он вступил в Прусскую армию, и прошёл все степени армейской карьеры. Принимал участие в Австро-прусской войне (1866 год) в чине майора генерального штаба при главнокомандующем Первого корпуса, во время Франко-прусской войны (1870—1871) — в чине подполковника на должности главы штаба Пятого корпуса. В 1877 году получил чин генерала, в 1882 году был назначен командующим 30-й дивизии в Меце. С 1883 по 1888 годы он возглавлял имперское Адмиралтейство и показал на этой должности незаурядный администраторский талант.
На короткое время он был назначен командующим Десятого корпуса, после чего в феврале 1890 года был вызван кайзером Вильгельмом II в Берлин. Каприви был проинформирован, что кайзер хочет видеть его на должности рейхсканцлера вместо Отто фон Бисмарка, если тот не согласится на предложенные кайзером изменения в правительстве. После отставки Бисмарка 18 марта 1890 года Каприви был назначен канцлером Германской империи и министром-президентом (премьер-министром) Пруссии.
Правительство Каприви проводило политику, известную среди историков как «новый курс», которая во внутренних делах характеризовалась взаимопониманием с социал-демократами (правительство Каприви не стало продолжать антисоциалистический закон 1878 года). Остальные новшества были незначительны: установлен обязательный воскресный день отдыха и 11-часовой рабочий день для женщин. Запрещался детский труд до 13 лет. В Пруссии введен прогрессивный подоходный налог. Значительно увеличены германские гвардия, армия и флот.
На внешнем фронте произошёл разрыв союзных отношений с Россией и сближение с Великобританией, лучшим примером которого стал подписанный в июле 1890 года Занзибарский договор. Согласно настоящему договору Германская империя получила остров Гельголанд в Северном море в обмен на свободу действий относительно султаната Занзибар. Ему также удалось приобрести в Африке для Германии так называемую Полосу Каприви, которая соединила колонию Германская Юго-Западная Африка с рекой Замбези.
Каприви также способствовал заключению торговых соглашений с Австро-Венгрией, Италией, Бельгией, Швейцарией, Румынией и Россией, за что 18 декабря 1891 года ему был дарован титул графа.
Занзибарский договор повлек возмущение против Каприви среди влиятельных проколониальних политических групп, тогда как его политика свободной торговли встретила сопротивление среди консервативных аграриев — сторонников протекционизма.
В 1892 году после неудачи своего проекта закона об образовании в прусском парламенте Каприви подал в отставку с должности прусского министра-президента, и его сменил граф Бото цу Эйленбург. Это повлекло неудобное деление власти между канцлером и прусским премьером; двоевластие завершилось отставкой обоих 28 октября 1894 года и заменой их на князя Хлодвига цу Гогенлоэ-Шиллингсфюрста.